# Boelcke-Kaserne (Nordhausen)
Die Boelcke-Kaserne in Nordhausen ist eine ehemalige Kaserne der Luftwaffe, welche im Laufe ihres Bestehens unterschiedlichen Zwecken diente.
Während des Zweiten Weltkrieges wurde das Areal von diversen NS-Institutionen zur Unterbringung von Gefangenen genutzt. Allein von Januar bis Anfang April 1945 starben im hier eingerichteten Außenlager des KZ Mittelbau über 3000 Menschen.

## Geschichte

### Errichtung und Nutzung durch die Luftwaffe
Die Kaserne in Nordhausen wurde Mitte der 1930er Jahre für die Luftwaffe errichtet und nach Oswald Boelcke benannt. Das weitläufige Gelände war mit Unterkunftsgebäuden, Fahrzeughallen und großen Hangars ausgestattet und befand sich im südöstlichen Bereich der Stadt. Der Fliegerhorst diente vor allem als Schulungs- und Testgelände, zeitweilig war hier auch eine Flugzeugwerft in Betrieb. Bis Sommer 1944 beherbergte die Anlage eine Luftnachrichtenschule der Wehrmacht.

### Gefangenenlager während des Zweiten Weltkrieges
Während des Zweiten Weltkrieges wurde das Areal von diversen Institutionen des NS-Staates zur Unterbringung von Gefangenen genutzt. Bei Kriegsende befanden sich hier in unmittelbarer Nachbarschaft ein Lager für Zwangsarbeiter, ein Außenlager des KZ Mittelbau sowie ein Gefängnis der Gestapo.

#### Zwangsarbeiterlager
Seit 1943 waren in fünf Holzbaracken auf dem Kasernengelände etwa 200 sowjetische und französische Arbeiterinnen der Firma MABAG (Maschinen- und Apparatebau AG) untergebracht.
Im Frühsommer 1944 richteten die Junkers Flugzeug- und Motorenwerke in den von der Luftwaffe geräumten Mannschaftsunterkünften der Boelcke-Kaserne ein "Fremdarbeiterlager" für 6000 ausländische Zwangsarbeiter ein, die für Junkers im Nordteil der Stollenanlage im Kohnstein Strahltriebwerke montieren mussten.

#### Gestapo-Gefängnis
Seit Herbst 1944 befand sich im Arrestgebäude am Kaserneneingang ein Gestapo-Gefängnis, in dem nicht nur "Fremdarbeiter", sondern auch Häftlinge aus dem KZ Mittelbau inhaftiert wurden.
Zusätzlich zum Gefängnis richtete die Gestapo in der Kaserne ein "Sonderlager" ein, in das ausländische Zivilarbeiter aus der Umgebung Nordhausens eingewiesen wurden, denen man "Arbeitsbummelei" oder andere Vergehen vorwarf.

#### Außenlager des KZ Mittelbau
Im Januar 1945 richtete die SS in der Kaserne zusätzlich ein Außenlager des KZ Mittelbau ein. Zunächst sollten in dem Lager Häftlinge untergebracht werden, die Zwangsarbeit bei Firmen in der Stadt Nordhausen leisten mussten. Das Lager für männliche KZ-Häftlinge bestand vom 8. Januar 1945 bis zum 11. April 1945.
Ab Februar 1945 nutzte die SS die Boelcke-Kaserne als zentrales Kranken- und Sterbelager für das KZ Mittelbau, in das nicht mehr arbeitsfähige, todkranke Häftlinge abgeschoben wurden. Als Unterkünfte für die Häftlinge dienten zwei leerstehende Garagenhallen. Betten und Waschgelegenheiten gab es nicht; die kranken und sterbenden Häftlinge lagen auf dem Betonboden und blieben weitgehend sich selbst überlassen. Von Januar bis Anfang April 1945 starben in dem KZ-Außenlager über 3000 Menschen. Durch britische Bomberangriffe am 3. und 4. April 1945 auf Nordhausen wurde zum Teil auch die Boelcke-Kaserne zerstört, wobei 1.300 KZ-Häftlinge zu Tode kamen. Am 11. April 1945 befreiten Angehörige der US-Army das KZ-Außenlager Boelcke-Kaserne und fanden neben mehreren hundert entkräfteten Überlebenden über 1.300 Leichen bereits im Verwesungszustand vor.

### Nutzung nach dem Zweiten Weltkrieg
Nach Kriegsende und der Befreiung der überlebenden Häftlinge des KZ-Außenlagers verfiel die Boelcke-Kaserne.  Die Hangars auf dem Flugplatz, südlich von Nordhausen zwischen B 4 und Helme, wurden abgerissen. In den 1960er Jahren wurden auf dem Gelände Neubauten errichtet und das Areal zur Ansiedelung von Industriebetrieben genutzt.

### Heutige Situation
Bis auf drei Garagenhallen ist von der ehemaligen Boelcke-Kaserne heute nur noch wenig zu sehen. Am Eingang zum ehemaligen Lagergelände erinnert seit 1974 ein Gedenkstein an die Opfer des KZ-Außenlagers. 2004 wurde er durch eine Hinweistafel ergänzt.